# Brestovac (Bosanski Petrovac)
Brestovac es un pueblo ubicado en el municipio de Bosanski Petrovac, en el cantón de Una-Sana, Bosnia y Herzegovina.

## Superficie
Posee una superficie de 8,09 kilómetros cuadrados.

## Demografía
Hasta 2013 la población era de 74 habitantes, con una densidad de población de 9,2 habitantes por kilómetro cuadrado.